# Великий Погонаць
46°08′ пн. ш. 16°37′ сх. д. / 46.14° пн. ш. 16.61° сх. д.
Великий Погонаць (хорв. Veliki Poganac) — населений пункт у Хорватії, у Копривницько-Крижевецькій жупанії у складі громади Расіня.

## Населення
Населення за даними перепису 2011 року становило 234 осіб.
Динаміка чисельності населення поселення: